# Netzelektriker

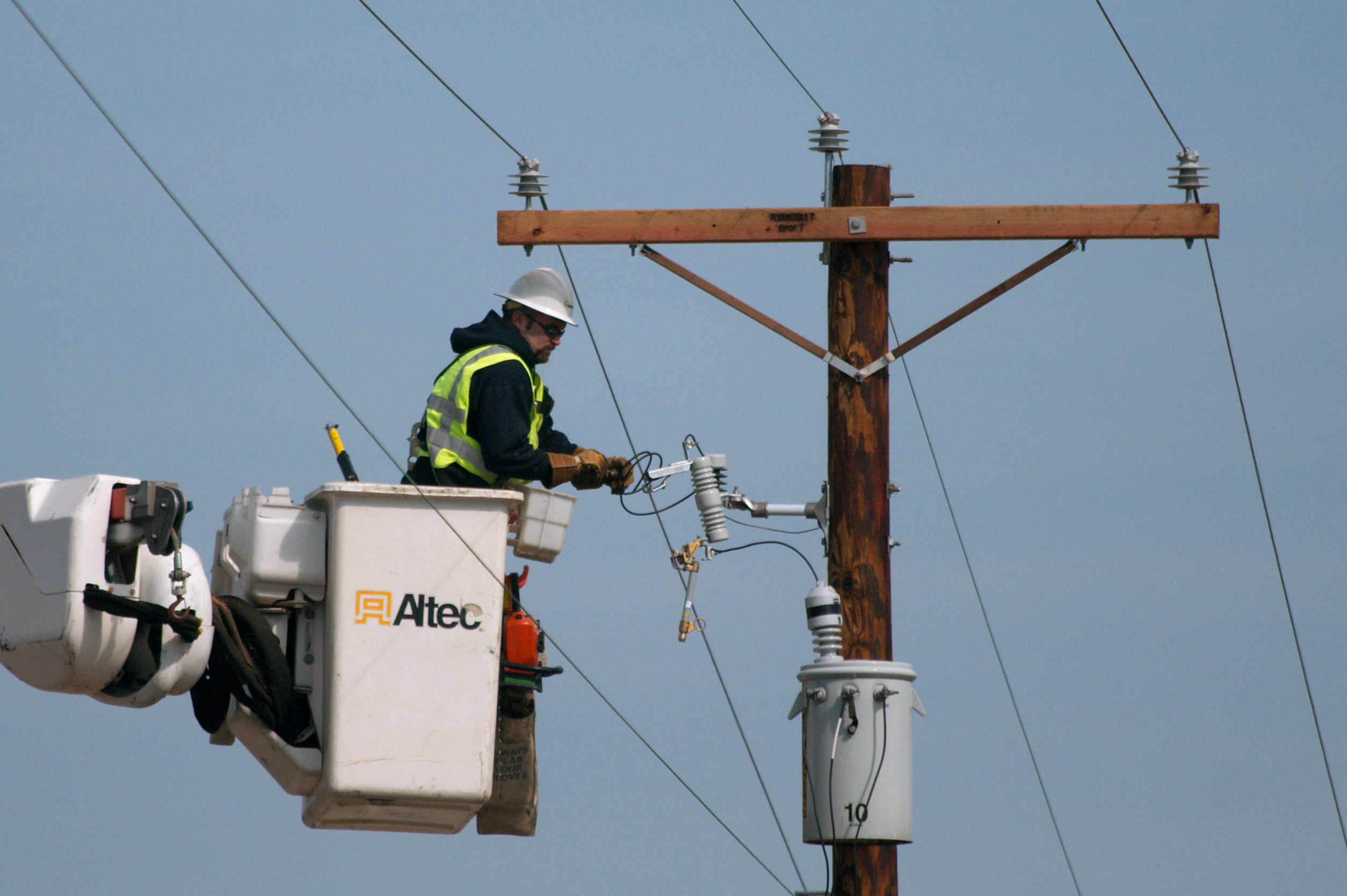
Netzelektriker in den USA bei Arbeiten unter Spannung an einem Masttransformator

Netzelektriker EFZ ist ein Lehrberuf in der Schweiz. Die Ausbildung dauert drei Jahre.

## Beruf
Netzelektriker bauen und warten Einrichtungen für den Transport elektrischer Energie. Dies sind u. a. Hochspannungsleitungen, Hausanschlussleitungen, öffentliche Beleuchtungsanlagen.

## Ausbildung
Die drei Ausbildungsorte sind: Lehrbetrieb, Berufsfachschule und übertriebliche Kurse. Die Ausbildung an der Berufsfachschule findet einmal in der Woche für einen Tag statt.

## Voraussetzungen
Schwindelfreiheit, gute körperliche Gesundheit (Arbeit im Freien), normales Farbsehen, gute Leistungen in Mathematik und Physik sind Voraussetzungen.

## Weiterbildungsmöglichkeiten
- Berufsprüfung
  - Netzfachmann/-frau
  - Instandhaltungsfachmann/-frau
- höhere Fachprüfung
  - Netzelektrikermeister
  - Instandhaltungsleiter
- Studium
  - Techniker HF (in Elektrotechnik oder Energietechnik)
  - Ingenieur FH (Berufsmatura oder bestandene Aufnahmeprüfung vorausgesetzt)

## Verwandte Berufe
- Elektroinstallateur
- Telematiker
- Montage-Elektriker

## Videos
- https://srf.ch/play/tv/redirect/detail/fb1df399-86b1-49b2-86a5-fb06b93c5737
- https://www.youtube.com/watch?v=i41umAbe3Hg